# Pandercetes macilentus
Pandercetes macilentus är en spindelart som beskrevs av Tamerlan Thorell 1895. Pandercetes macilentus ingår i släktet Pandercetes och familjen jättekrabbspindlar.
Artens utbredningsområde är Myanmar. Inga underarter finns listade i Catalogue of Life.